# Фріант (Каліфорнія)
Фріант (англ. Friant) — переписна місцевість (CDP) в США, в окрузі Фресно штату Каліфорнія. Населення — 446 осіб (2020).

## Географія
Фріант розташований за координатами 36°59′4″ пн. ш. 119°42′41″ зх. д. / 36.98444° пн. ш. 119.71139° зх. д. (36.984309, -119.711526).  За даними Бюро перепису населення США в 2010 році переписна місцевість мала площу 3,43 км², з яких 3,30 км² — суходіл та 0,13 км² — водойми.

### Клімат
| Клімат : Фріант       | Клімат : Фріант | Клімат : Фріант | Клімат : Фріант | Клімат : Фріант | Клімат : Фріант | Клімат : Фріант | Клімат : Фріант | Клімат : Фріант | Клімат : Фріант | Клімат : Фріант | Клімат : Фріант | Клімат : Фріант | Клімат : Фріант |
| Показник              | Січ.            | Лют.            | Бер.            | Квіт.           | Трав.           | Черв.           | Лип.            | Серп.           | Вер.            | Жовт.           | Лист.           | Груд.           | Рік             |
| Середній максимум, °C | 12,8            | 16,1            | 18,9            | 23,3            | 28,9            | 33,9            | 37,8            | 37,2            | 33,3            | 27,2            | 19,4            | 13,3            | 25,0            |
| Середній мінімум, °C  | 2,8             | 4,4             | 5,0             | 6,1             | 10,0            | 12,8            | 16,1            | 15,0            | 13,3            | 9,4             | 5,6             | 2,8             | 8,3             |
| Норма опадів, мм      | 71              | 66              | 56              | 33              | 13              | 3               | 0               | 0               | 5               | 20              | 38              | 58              | 363             |
| --------------------- | --------------- | --------------- | --------------- | --------------- | --------------- | --------------- | --------------- | --------------- | --------------- | --------------- | --------------- | --------------- | --------------- |
| Джерело: Weatherbase  |                 |                 |                 |                 |                 |                 |                 |                 |                 |                 |                 |                 |                 |

## Демографія
Згідно з переписом 2010 року, у переписній місцевості мешкало 509 осіб у 224 домогосподарствах у складі 141 родини. Густота населення становила 148 осіб/км².  Було 252 помешкання (73/км²).
Расовий склад населення:
| - 85,1 % — білих - 2,8 % — корінних американців - 1,4 % — азіатів - 0,8 % — чорних або афроамериканців - 2,2 % — осіб інших рас |

До двох чи більше рас належало 7,9 %. Частка іспаномовних становила 12,4 % від усіх жителів.
За віковим діапазоном населення розподілялося таким чином: 16,3 % — особи молодші 18 років, 56,2 % — особи у віці 18—64 років, 27,5 % — особи у віці 65 років та старші. Медіана віку мешканця становила 51,8 року. На 100 осіб жіночої статі у переписній місцевості припадало 111,2 чоловіків;  на 100 жінок у віці від 18 років та старших — 110,9 чоловіків також старших 18 років.
Цивільне працевлаштоване населення становило 47 осіб. Основні галузі зайнятості: мистецтво, розваги та відпочинок — 31,9 %, будівництво — 27,7 %, освіта, охорона здоров'я та соціальна допомога — 14,9 %, сільське господарство, лісництво, риболовля — 14,9 %.